# Averøy kommun
Averøy kommun (norska: Averøy kommune) är en kommun i Møre og Romsdal fylke i västra Norge. Kommunen gränser i öster mot Kristiansunds kommun, i sydost mot Gjemnes kommun och i sydväst mot Hustadvika kommun. 
Kommunens centralort är Bruhagen, en ort som ingår i tätorten Bremsnes. Kommunen består av området kring ön Averøya och är belägen vid havsbandet vid Norska havet, omgiven av fjordar.

## Administrativ historik
Averøy kommun tillkom den 1 januari 1964 genom sammanläggning av Kvernes kommun och större delen av Kornstads och Bremsnes kommuner. 1983 överfördes ett obebott område från Eide kommun.

## Tätorter
- Bremsnes (omfattar centralorten Bruhagen)
- Kårvåg
- Sveggen

Orten Langøy har tidigare räknats som en tätort men uppfyller inte längre kriterierna.

## Socknar
Inom Norska kyrkan är Averøy kommun indelad i tre socknar:
- Bremsnes socken
- Kornstads socken
- Kvernes socken

Socknarna ingår i Ytre Nordmøre prosteri i Møre stift.

## Bilder

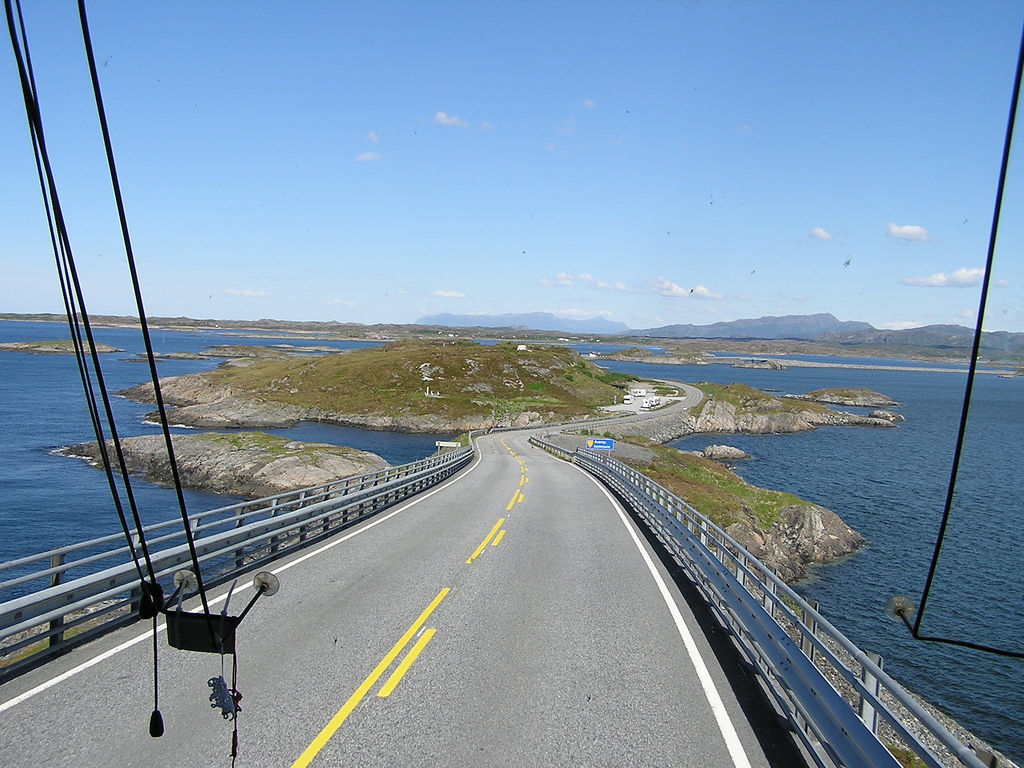
På väg längs Atlanthavsvägen in i Averøy kommun.
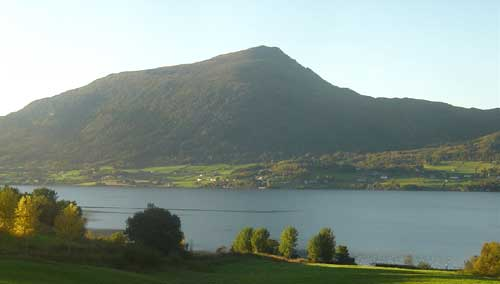
Fjället Mekknøken på ön Averøya.